# Онегов, Анатолий Сергеевич
Анато́лий Серге́евич Оне́гов (настоящая фамилия — Агальцо́в; 15 октября 1934, Москва — 4 июня 2021, там же) — российский писатель-натуралист, фотограф, путешественник, пчеловод-рационализатор.

## Биография
Учился в московской средней школе № 665. В 1958 году окончил с отличием самолётостроительный факультет Московского авиационного института имени Серго Орджоникидзе по специальности инженер-механик, ракетчик. До 1965 года работал в Опытном конструкторском бюро Министерства авиационной промышленности, параллельно с этим учился на вечернем отделении биолого-почвенного факультета Московского государственного университета. По окончании учёбы работал инженером в оборонной промышленности. В 1965 году оставил работу по специальности и поселился в каргопольской тайге под Архангельском, где в течение двух лет занимался рыболовным и охотничьим промыслами. Дебютировал в литературе серией очерков, посвящённых архангельскому лесу: «Я живу в заонежской тайге», «Избушка на озере», «Здравствуй, Мишка!» и др. В 1967—1973 годах жил в Карелии. Опубликовал цикл очерков о карельской природе, в том числе «Карельская тропка», «Лоси на скалах», «Вода, настоянная на чернике», «Еловые дрова и мороженые маслята». С 1971 по 1983 год подготовил для детской редакции Всесоюзного радио 250 выпусков популярной передачи «Школа юннатов». Вёл одноимённую рубрику в журнале «Юный натуралист», выпускал книги авторской серии под тем же названием в издательстве «Детская литература». С 1977 года — член Союза писателей СССР. В 1973—1980 годах жил и работал в Москве, путешествовал на Алтай. В 1980 году снова поселился в тайге (на границе Архангельской области и Карелии), где прожил до 1990 года. В 1983—1985 годах возглавлял Природоведческую комиссию московских писателей, противодействовавшую правительственному проекту переброски части стока сибирских рек в Казахстан и Среднюю Азию. С 1991 года жил в Ярославской области.
Автор многочисленных книг о природе для детей и взрослых, в том числе «Здравствуй, Мишка!» (1978), «Школа юннатов» (1982), «Они живут рядом со мной» (1989), «Курорт шесть соток», «Русский мёд» (обе — 1999), «В медвежьем краю», «Планета-тайга» (обе — 2002), «Календарь природы. Пособие для юных натуралистов» (2003), «Лечение мёдом» (2004). Публиковался в журналах «Вокруг света», «Знание — сила»,  «Наука и жизнь», «Наш современник», «Охота и охотничье хозяйство», «Семья и школа», «Уральский следопыт», детских журналах «Весёлые картинки», «Костёр», «Мурзилка», «Юный натуралист», альманахах «На суше и на море», «Рыболов-спортсмен», «Земля и люди», сборниках «Пути в незнаемое», «Писатель и время» и др. Сотрудничал как фотохудожник с журналом Geo. В 1997 году опубликовал за свой счёт двухтомную работу-исповедь «Диалог с совестью».